# Rannatal
Rannatal este o arie protejată (sit de importanță comunitară — SCI) din Austria întinsă pe o suprafață de 226 ha, integral pe uscat.

## Localizare
Centrul sitului Rannatal este situat la coordonatele 48°30′10″N 13°46′30″E / 48.5028°N 13.775°E.

## Înființare
Situl Rannatal a fost declarat sit de importanță comunitară în iunie 2010 pentru a proteja 6 specii de animale.

## Biodiversitate
Situată în ecoregiunea continentală, aria protejată conține 7 habitate naturale: Grohotișuri silicioase medio-europene, la altitudine înaltă, Pante stâncoase silicioase cu vegetație casmofită, Păduri de fag Luzulo-Fagetum, Păduri de fag Asperulo-Fagetum, Păduri de stejar și carpen Galio-Carpinetum, Păduri pe pante, grohotișuri și ravene de Tilio-Acerion, Păduri aluvionare cu Alnus glutinosa și Fraxinus excelsior (Alno-Padion, Alnion incanae, Salicion albae).
La baza desemnării sitului se află mai multe specii protejate:
- amfibieni (1): izvoraș-cu-burta-galbenă (Bombina variegata)
- mamifere (3): liliac cârn (Barbastella barbastellus), vidră de râu (Lutra lutra), liliac comun (Myotis myotis)
- nevertebrate (1): Euplagia quadripunctaria
- pești (1): zglăvoacă (Cottus gobio)